# Lutz-Kelker-Bias
Der Lutz-Kelker-Bias, manchmal auch als Lutz-Kelker-Hanson-Bias bezeichnet, ist ein systematischer statistischer Fehler in der Astronomie bei der Entfernungsbestimmung mittels Parallaxe. Ohne Korrektur wird die Entfernung zu einer Gruppe von Objekten unterschätzt und ihre absolute Helligkeit überschätzt. Die ursprüngliche Beschreibung und der Name des Effekts geht auf eine Publikation von Thomas E. Lutz und Douglas H. Kelker aus dem Jahr 1973 zurück.
Der Lutz-Kelker-Bias entsteht dadurch, dass jede Parallaxenmessung mit einem Fehler behaftet ist und der Raum mit dem Quadrat des Abstands zunimmt. In der Folge streuen für jede gegebene Parallaxenmessung unter der Annahme einer uniformen Verteilung der Sterne mehr astronomische Objekte von außen hinein zu diesem Wert als von innen heraus. Für die Korrektur des Lutz-Kelker-Fehlers muss die räumliche Verteilung der astronomischen Objekte bekannt sein, die das Ziel der Messung sind.